# リゾット・アッラ・ミラネーゼ
リゾット・アッラ・ミラネーゼ（イタリア語で risotto alla milanese、ロンバルド語で ris sgiald ないし risot a la milanesaとも）は、コトレッタ・アッラ・ミラネーゼおよびパネトーネとともに、ミラノを代表する料理。白いリゾットを作る材料に加えて、独特な黄色を加えるサフランと、牛の骨髄を使ったリゾットである。ミラノのもう一つの代表的な料理であるオッソ・ブーコの副菜としても好まれている。

## 歴史

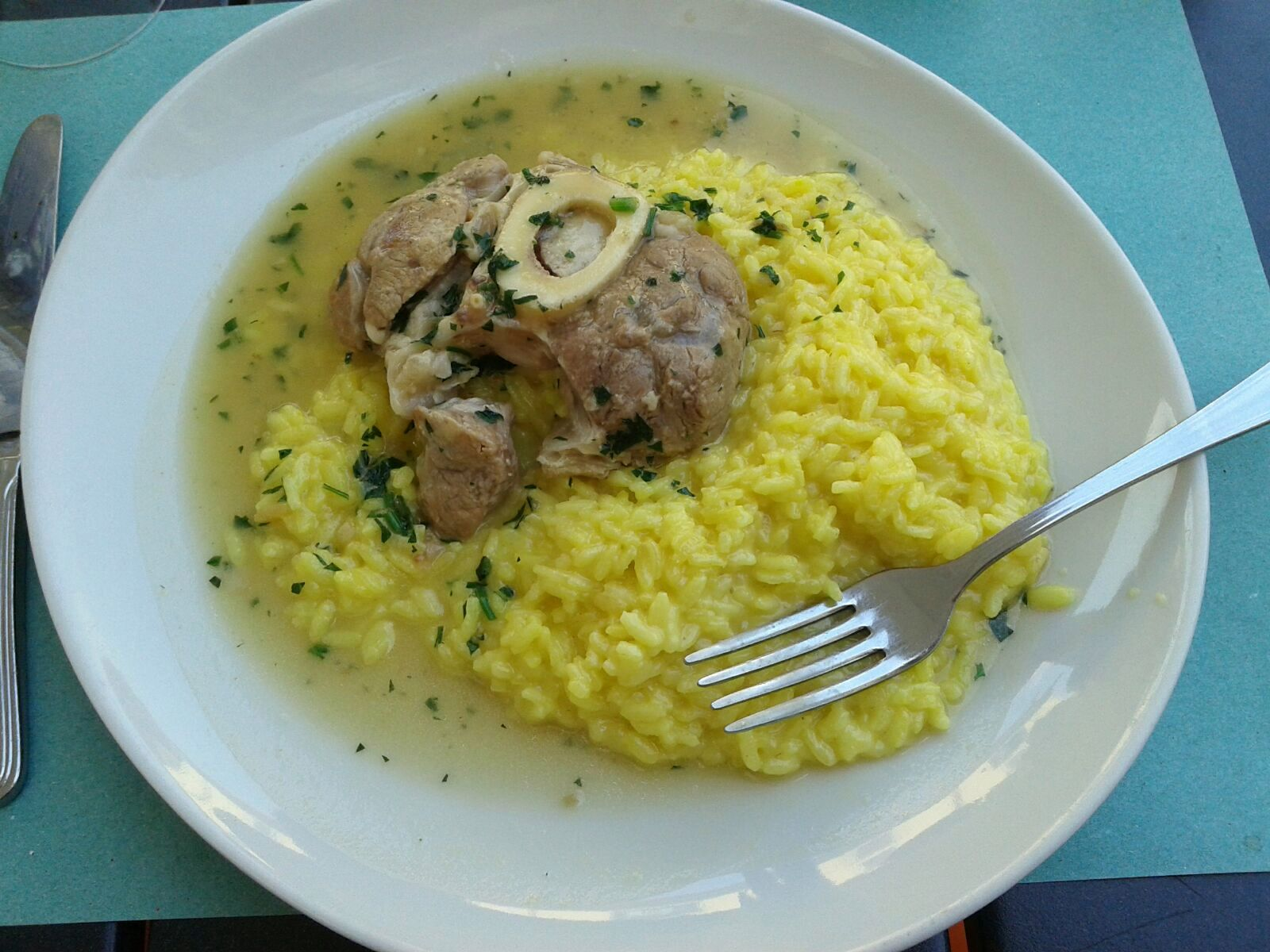
オッソ・ブーコのリゾット・アッラ・ミラネーゼ添え

リゾット・アッラ・ミラネーゼの起源は中世に遡り、アラブ料理およびユダヤ料理の似たようなレシピとも繋がりがある。中世のイタリアでは、この料理はriso col zafran（サフランライス）として知られていた。
リゾット・アッラ・ミラネーゼは、1574年に当時ミラノ大聖堂の窓を手がけていて、ミラノに住んでいたベルギーのガラス職人ヴァェリオ・ディ・フィアンドラの食卓で生まれた。彼の娘の結婚式のために、仲間のガラス職人たちはバター入りの白いリゾットに、ガラスを特別な黄色に染めるために使用していたサフランを加えた。この新しい料理は、その風味と、富の象徴である金を連想させる黄色の色調から、瞬く間に成功を納めた。サフランには薬効があることも知られていたことから、黄色いリゾットはすぐにミラノの居酒屋や宿屋で人気を博した。
リゾット・アッラ・ミラネーゼはすぐに人々から忘れられたが、1809年に再び文献に登場し、"riso giallo in padella"（鍋の中の黄色い米）と呼ばれていた。その後、1829年の別のレシピ本で、この有名なミラノ料理が"risotto alla milanese giallo"（黄色いミラノ風リゾット）として紹介され、現在でも一般的に知られている名前になった。

### ファシスト政権下でのリゾット・アッラ・ミラネーゼ
リゾット・アッラ・ミラネーゼは、20世紀初頭から女性が執筆するようになった料理本にさまざまな形で掲載されていたが、これらの本には材料のリストが載っているだけで、分量や調理法は記されていなかった。1917年に国立調理人協会は、特に経済的で実用的なレシピを集め、各レシピに必要な分量を記載したCucia di guerra（『戦時下の料理』）を発行した。

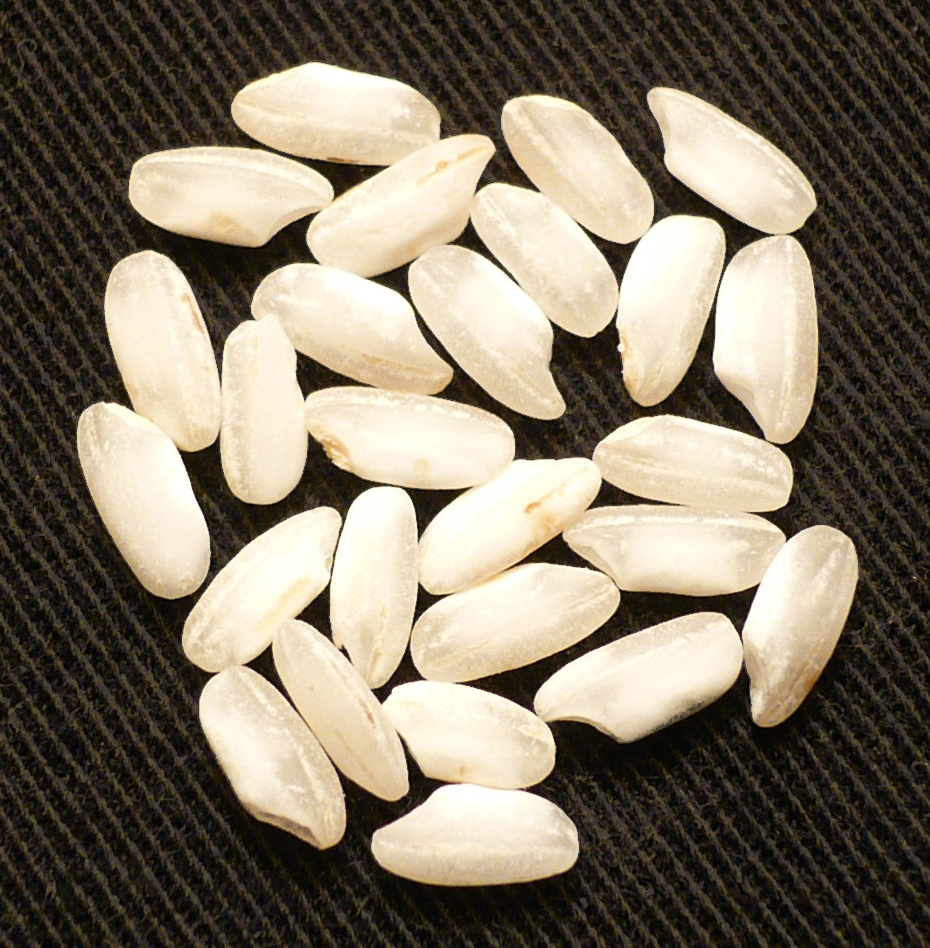
米粒 - カルナローリ品質

伝統的な価値観への回帰が政権の基盤となっており、料理の腕前は若い花嫁にとって必要不可欠な持参品であった。このため、匿名の「カロリーナおばさん」が書いた書いた1936年のCucina pratica（『実用料理』）のようなレシピ本が出版された。

### レシピの輸出
1984年にグアルティエロ・マルケージは自身のもっとも有名な「金とサフラン」の現代的な解釈を書いたが、この解釈では米の品質（カルナローリ米）を指定することに加えて、最後に非常に薄い4枚の金箔を加えている。
1980年代初頭、リゾットはアメリカ合衆国のイタリア料理店でもっとも人気のある料理となり、1993年にはアメリカの料理評論家で作家でもあるもフローレンス・ファブリカントがアメリカの新聞Nation's Restaurant NewsにMystique of Risotto（リゾットの神秘）と題した記事を掲載したほどである。

### ミラノ市に提出されたレシピ
2007年12月14日、ミラノ市議会は以下のリゾット・アッラ・ミラネーゼのレシピを、市の指定（De.Co）として承認した。頭字語のDe.Co.とは、ある料理がその地域に属していることを示しており、その地域と地域社会にもっとも密接に関係している美食食品を自治体が認定していることを示している。

#### 材料：6人分
- ミンチにした牛肉または牛の骨髄：30g
- 煮詰めたブロード：2-3リットル、キューブであってはならない
- ローストした牛脂：大さじ2（ない場合は骨髄を60gに増やす）
- 玉ねぎみじん切り：小1個
- サフランの雌しべないしサフランの小袋
- 塩
- すりおろしたチーズ：たっぷり
- バター：50g

#### 調理
骨髄、バター、ローストした牛脂、玉ねぎを鍋に入れ、玉ねぎが金色になるまで弱火で加熱する。調味料を吸収できるように米を入れてよく混ぜる。この時点で火力を上げ、沸騰したブロードをライスにかけ、木べらで定期的にかき混ぜる。ブロードが蒸発してなくなったら、強火で調理を続け、米が炊けるまでに徐々に鍋にブロードを追加し、米がアルデンテであることを確認する（炊飯時間は米の品質によって14〜18分）。米が3分の２ほど炊けたところで、あらかじめブロードに溶かしておいたサフランの雌しべを追加するが、粉のサフランを使う場合は香りが飛ばないように調理の最後に追加する。米が炊けたらバターとすりおろしたチーズを加え、数分間かき混ぜる。塩で味を整える。リゾットはほとんど液体で（「波に乗る」）、穀物はそれぞれ分離しているが、クリーミーに全体がまとまっている必要がある。サフランの香りを殺すので、ワインは絶対に加えてはいけない。一度に7ないし8人前以上は調理してはいけない。

## 参考資料
- Ermanno Sagliani, La tradizione gastronomica italiana, Lombardia, Edizioni Sipiel Milano, Milano, 1991